# Collégiale Saint-Aignan d'Orléans
 (mai 2016).
La collégiale Saint-Aignan d'Orléans est une église, anciennement collégiale, située dans le centre de la ville d'Orléans (quartier Bourgogne), sur la rive nord de la Loire, dans le département du Loiret en région Centre-Val de Loire.
Elle est dédiée à saint Aignan, évêque d’Orléans.

## Histoire

### Antiquité
La tradition, mêlant histoire et faits légendaires, rapporte que les Huns ont été stoppés sous les murs de l’église Saint-Pierre-aux-Bœufs (bâtie sur les ruines d’un temple romain) grâce aux prières du vieil évêque, Aignan, qui transforma miraculeusement une poignée de sable de Loire en un essaim de guêpes. Selon la légende, ce sont elles qui mirent en déroute l'armée des Huns. Aignan fut ensuite relayé par les troupes du général romain Flavius Aetius (arrivées très tardivement, du fait de la faiblesse et quasi absence du pouvoir impérial, à cette époque de délitement de l'Empire romain). Il est clair qu'à tout le moins, l'action de l'évêque d'Orléans (alors seul capable de relayer le pouvoir civil) permit d'éviter le massacre généralisé et d'attendre les secours, qu'il avait préalablement fait appeler. L'arrivée de l'armée romaine - quand tout semblait perdu - put apparaître comme miraculeuse.
Aignan meurt vers le 17 novembre 453 et est inhumé dans cette église. Il est plus tard canonisé et désigné comme saint patron de la ville et du diocèse d'Orléans.

### Moyen Âge

#### La première abbaye et la collégiale
Jusqu’au VIIe siècle, Saint-Aignan s'agrandit, devient un monastère puis une abbaye régie par les règles de saint Benoît et de Saint Colomban.
Au IXe siècle, les moines qui la composent prennent le statut de chanoines et ne sont plus soumis à la règle de saint Benoît. La vie autour de la collégiale se développe jusqu'à ce que celle-ci acquière une complète autonomie, en partie grâce à Théodulfe, évêque d’Orléans et conseiller de Charlemagne.

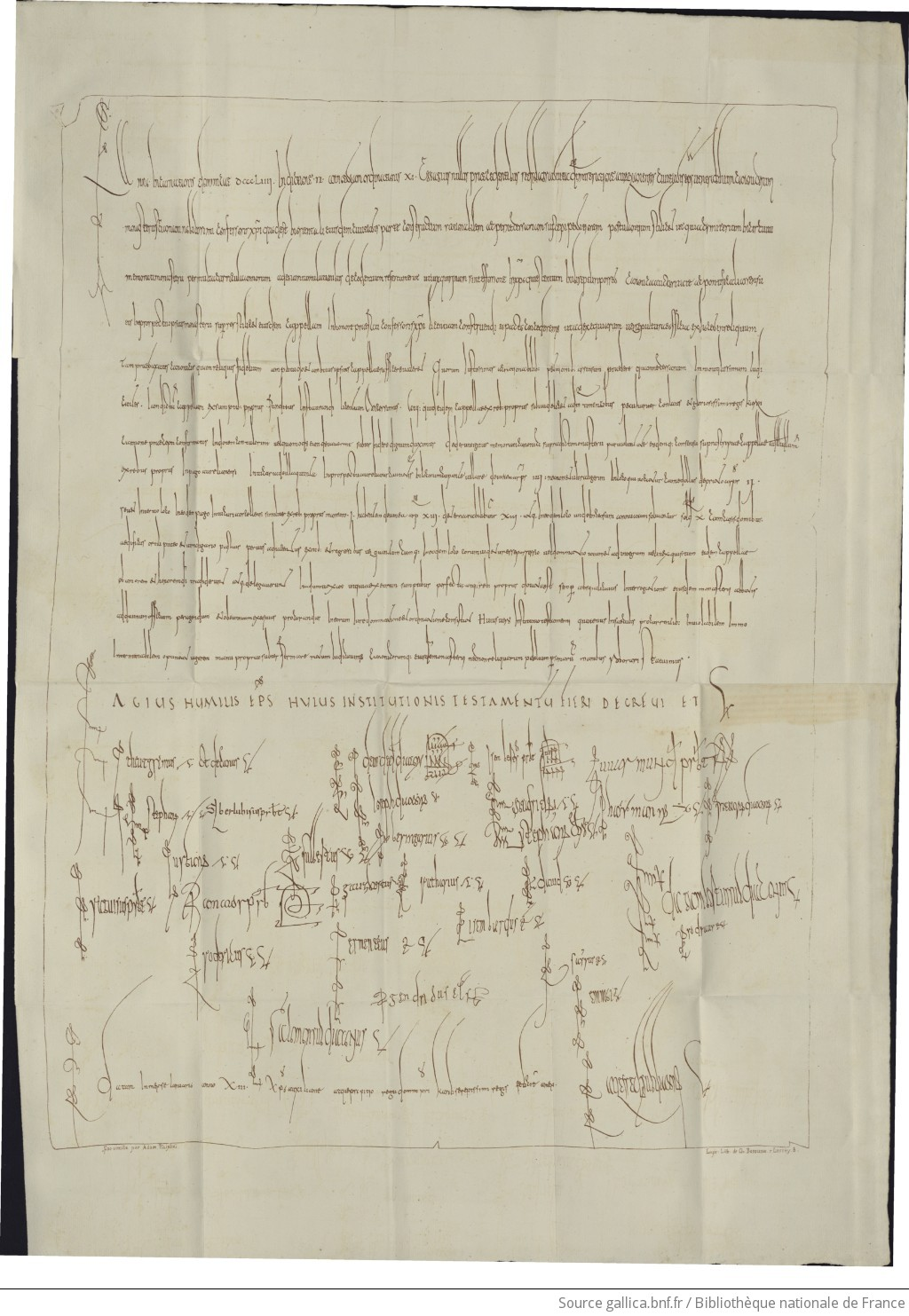
Charte d'Agius autorisant les chanoines de Saint-Aignan d'Orléans à établir une chapelle et un cimetière (854).

En 854, l'évêque d'Orléans Agius donne aux chanoines de Saint-Aignan une charte les autorisant à établir une chapelle et un cimetière,,,.
Selon les règles, tous les membres de la communauté sont tenus de participer aux assemblées plénières et ont « voix au chapitre », y compris les enfants de chœur (ces derniers ne doivent pas être confondus avec les servants d'autel d'aujourd'hui, la fonction principale des enfants de chœur d'Ancien régime était de chanter dans le chœur professionnel de l'église ; l'expression est donc à prendre au sens propre : « enfants chantant dans le chœur »). L'avis des personnes ainsi réunies en chapitre général était consultatif et il revenait au doyen du chapitre de prendre les décisions.
Après la disparition de l'Empire carolingien de Charlemagne, la collégiale subit les pillages des Vikings, elle est notamment saccagée en l’an 865, et disparaît dans le grand incendie de 999 qui détruit la ville. Il ne reste de l'édifice que la crypte actuelle qui permit de protéger les reliques de saint Aignan.

#### Première reconstruction
Une basilique romane est reconstruite plus en hauteur par le roi de France Robert II dit Robert le Pieux, en 1029, après douze ans de travaux.

#### La Guerre de Cent Ans
Durant la Guerre de Cent Ans, en 1358, Orléans est assiégé par les Anglais. La population, par crainte que l’armée anglaise ne se serve des églises situées hors la ville comme lieux de retranchement, détruit Saint-Pierre Ensentelée (actuellement Saint-Pierre du Martroi), Saint-Euverte et Saint-Aignan. Ils mettront huit jours à raser le quartier.
L’église est de nouveau reconstruite en 1420. Cependant, huit ans plus tard, la ville étant à nouveau assiégée par les Anglais, toutes les églises du faubourg sont détruites sur ordre du bailli Raoul de Gaucourt.
À partir de 1439, l’église est réédifiée sous les règnes de Charles VII, puis Louis XI ordonne que la collégiale soit incluse dans la future enceinte, agrandie, de la ville. En 1509, en partie grâce au financement de Louis XI, la nouvelle collégiale est consacrée par Martin de Dreux, doyen du chapitre.

### Époque moderne
En 1562, durant les guerres de religion, la collégiale Saint-Aignan est pillée par les Huguenots, partisans du réformateur Jean Calvin, qui s'emparent d’une châsse en or pour en faire de la monnaie. Cinq ans plus tard, ils démantèlent une grande partie de la collégiale.
En 1563, les reliques de saint Aignan sont jetées sur un bûcher par les huguenots alors maîtres de la ville, plus qu'à moitié acquise à leur cause ; l'édifice est incendié et brûle en partie. Quelques ossements du saint, calcinés, sont sauvés par un choriste du chapitre, Jehan Minereau, de Gien. Sans reliques d'un saint protecteur, l'église perd une grande partie de sa force et de sa crédibilité, et le musicien se serait donc trouvé dans une situation professionnelle précarisée.
Une fois la paix rétablie en 1570, les chanoines érigent un mur à l'ouest des transepts, pour isoler la nef, trop endommagée et inutilisable. Puis, en 1619, Louis XIII finance la restauration du retable actuel.

### Époque contemporaine

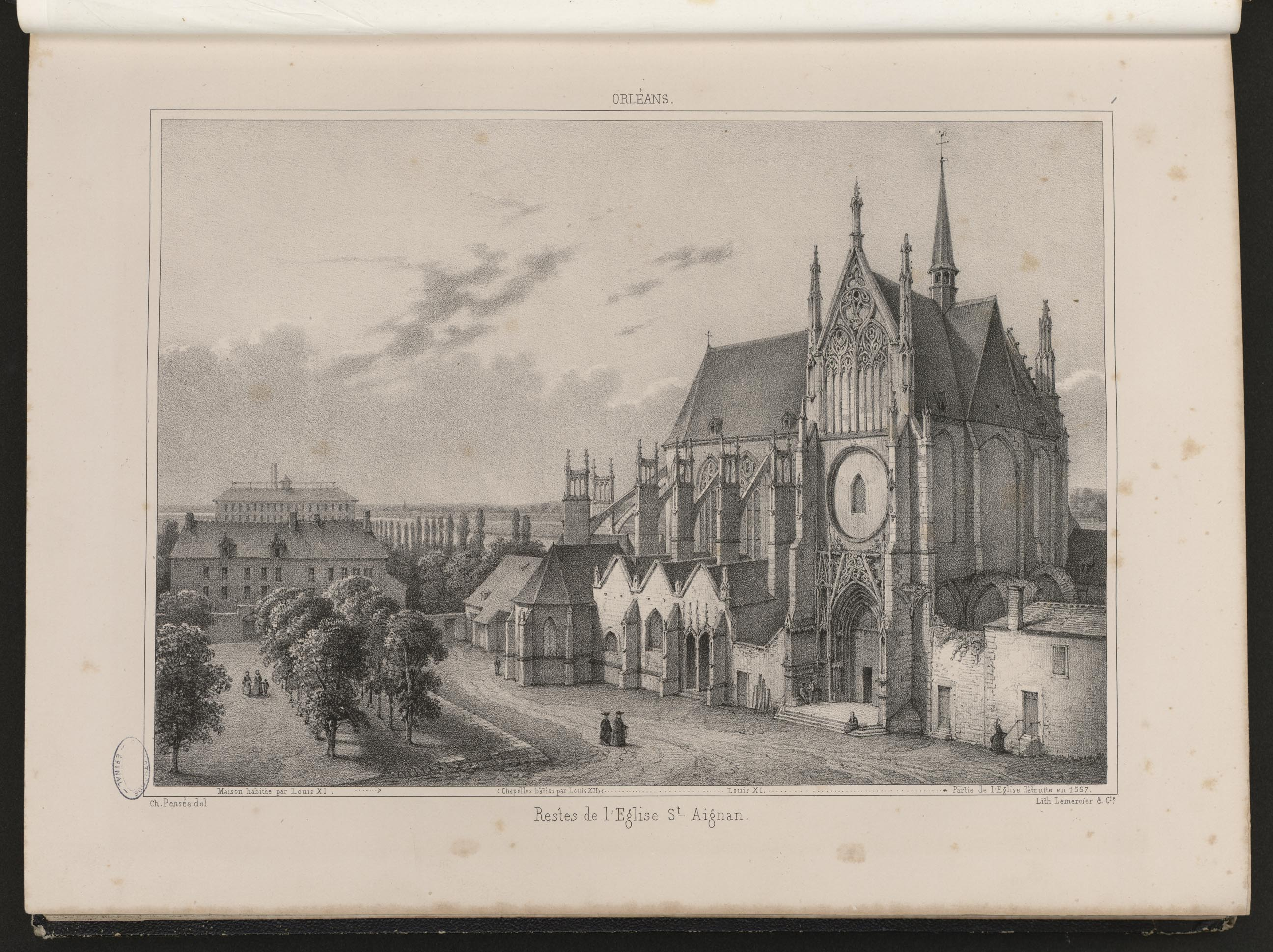
La collégiale Saint-Aignan en 1849, dessinée par Charles Pensée

Le chapitre de chanoines disparaît à la Révolution française, en novembre 1790. Pendant des siècles, il a constitué, en importance, le second chapitre canonial de la ville, après celui de la cathédrale Sainte-Croix.
L'architecte orléanais Benoît Lebrun bénéficie de la vente des biens nationaux et achète l'église en 1791.
De 1792 à 1802, l’église Saint-Aignan perd sa destination religieuse et sert successivement d’atelier de fabrication de tentes militaires, de local pour un groupe révolutionnaire puis en 1798, elle devient un « Temple de la Reconnaissance et de la Victoire ».
Ce n’est qu’en 1802, après le Concordat entre Bonaparte et la papauté, qu'elle est rendue au culte et devient une simple paroisse, avec toutefois un nouveau chapitre de chanoines.
La crypte est classée au titre des monuments historiques sur la liste des monuments historiques de 1840, classement confirmé par arrêté du 26 septembre 1910.
L'église est classée au titre des Monuments historiques par arrêté du 26 septembre 1910.

## Architecture

### L'église
Actuellement, il ne reste de la collégiale que le chœur de quatre travées, le pan coupé de l'abside (avec son déambulatoire desservant cinq chapelles absidiales) et les transepts. L'édifice comprenait autrefois une nef de trois travées, dont les ruines, restées à ciel ouvert depuis les Guerres de Religion jusqu'à la Révolution de 1789, furent détruites en 1804, par l'architecte Benoît Lebrun. Avant cette destruction, les collatéraux se prolongeaient jusqu'au fond de la nef. À l'ouest, la tour, qui n'avait jamais été ruinée, fut rasée la même année, par Lebrun.
Dans la première chapelle absidiale sud, on remarque la pierre tombale d'un maître de musique du chapitre, Liphard Benoît, mort en 1644.
D'importants travaux de rénovation, entrepris dans les dernières années du XXe siècle, ont été effectués sur la partie extérieure de l'édifice.
Conséquence des fuites qui avaient affecté la toiture, avant ces travaux, une fresque du XIXe siècle, dans la chapelle du chevet, continue à s'effriter un peu plus chaque jour (septembre 2022).

### La crypte

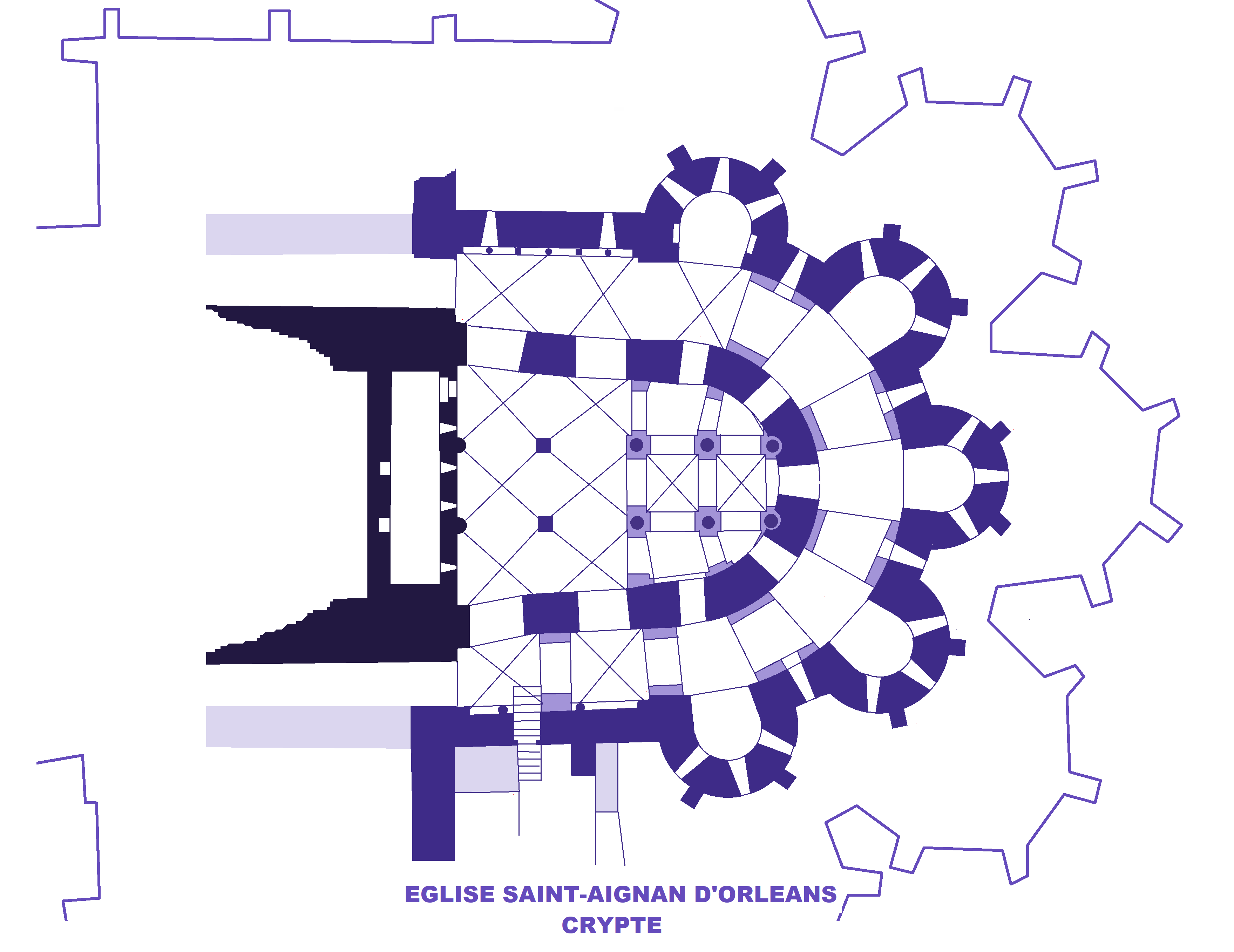
La crypte

La crypte de la collégiale Saint-Aignan d'Orléans est le seul vestige de l'église construite par le roi Robert le Pieux. Elle est consacrée en 1029 avec un chevet bâti à l'image de celui de la cathédrale de Clermont. Sa datation est controversée depuis le milieu du XIXe siècle. Le pourtour de la crypte serait du premier tiers du XIe et édifié à l'Est de la confession préromane de saint Aignan. Des travaux de consolidation sont réalisés en particulier lors de la reconstruction de l'église supérieure au XVe siècle.
Le sol actuel étant surélevé de deux mètres, la crypte était semi-enterrée et bien éclairée par des ouvertures ébrasées en plein cintre. On y accède par deux couloirs Nord et Sud, une entrée dans le collatéral Sud est percée au XVe. Ses dimensions sont importantes avec une longueur de 22 m, une largeur de 17 m et une hauteur de 4,50 m. L'abside contournée par un déambulatoire avec cinq absidioles est bâtie à l'Est de la confession de saint Aignan. Celle-ci d'époque préromane est peut-être un vestige d'un édifice antérieur. Le niveau de son sol est soixante centimètres au-dessus de celui de la crypte. Sa longueur est de huit mètres, deux mètres de largeur et 2,90 m de hauteur. Elle est voûtée en berceau, on y accède par une petite porte et de petites fenêtres permettent de voir les reliques. Ses murs et les deux colonnes engagées dont une porte un chapiteau historié sont maçonnés dans un appareil de pierre d'une dizaine de centimètres de hauteur par une cinquantaine de centimètres de longueur, peut-être en matériaux de réemploi. L'utilisation de cet appareil marque l'antériorité de cette construction car on retrouve ces caractéristiques à l'Église de Saint-Généroux, Cravant-les-Coteaux, à Tournus et au Baptistère Saint-Jean de Poitiers.
La partie Est de la crypte est entièrement voûtée d'arêtes avec des absidioles en cul de four. L'abside centrale à trois nefs avait à l'origine deux files de six colonnes dont deux engagées mais des travaux de confortement les ont transformées en piliers. Des sondages ont permis la mise au jour des chapiteaux et colonnes d'origine. Le déambulatoire également voûté d'arêtes a été renforcé par des arcs doubleaux reposant sur des piliers. Le mur du collatéral Nord est orné d'une arcature de six arcades reposant alternativement sur des colonnes et des piliers. Ce même décor existait au Sud mais l'ouverture du passage au XVe siècle l'a détruit en partie. Une des chapelle possède deux petites arcades cintrées.
Le chapiteau historié de la façade de la confession est célèbre dans l'histoire de la sculpture romane. Sa face principale est occupée par un personnage nu avec une barbe triangulaire accosté de deux monstres, probablement des lions dont la tête crache du feu. Sur les côtés, deux hommes nus dont l'un tenant un glaive semble attaqué l'un des monstres pendant que l'autre personnage s'enfuit. Parmi les autres chapiteaux, certains sont simplement épannelés, d'autres avec des palmettes, rosaces, motifs en arêtes de poissons ou de minces volutes d'un art rudimentaire. Les chapiteaux encastrés dans les murailles sont sculptés sur les quatre faces. Un est polychrome avec sur un fond noir, des touches d'ocres jaune et rouge qui renforcent l'expression. Certaines sculptures évoquent plutôt la deuxième moitié du XIe siècle ce qui fait croire que des aménagements de la crypte sont postérieurs aux constructions robertiennes,,,,.

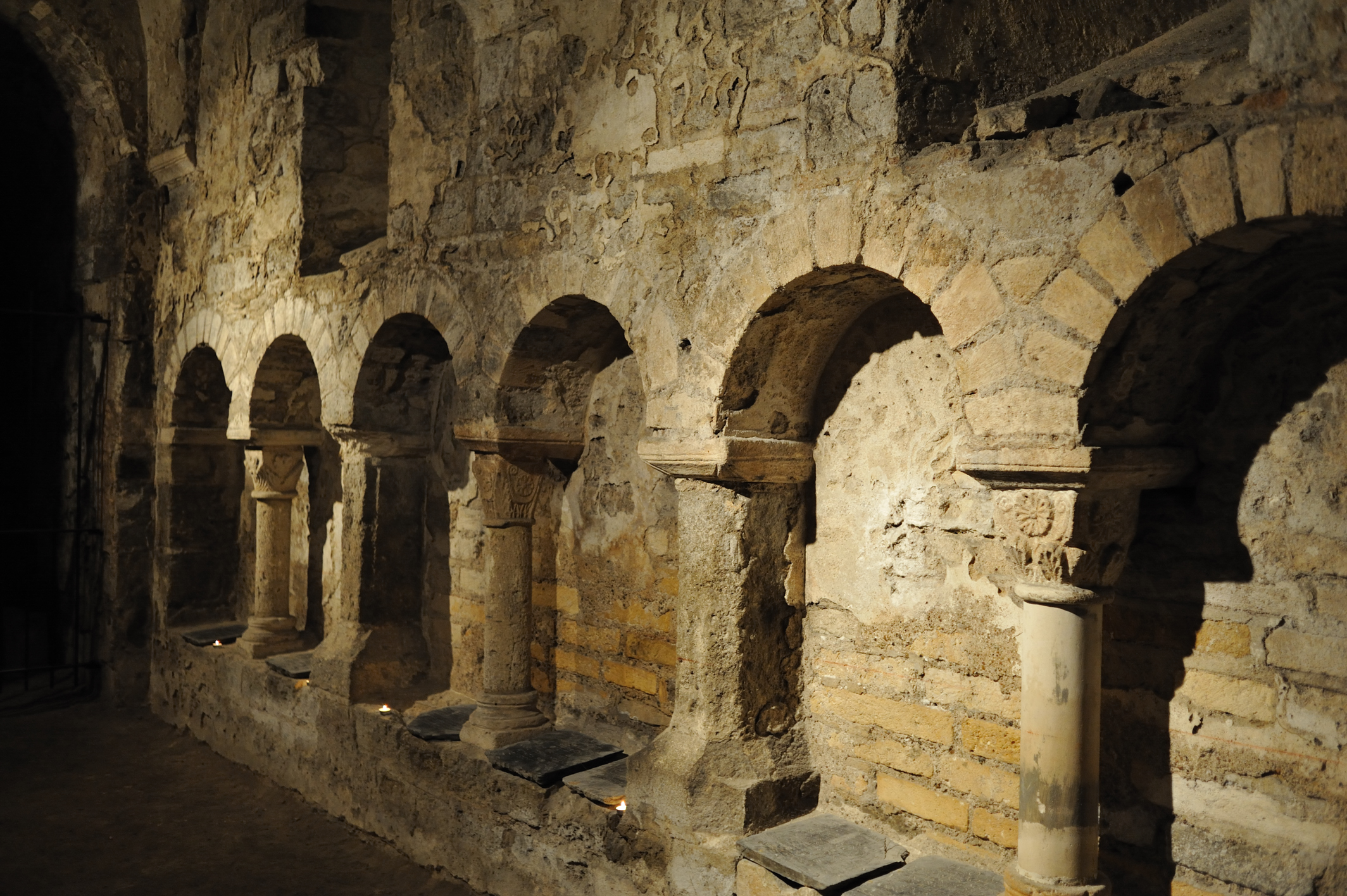
Mur nord du déambulatoire
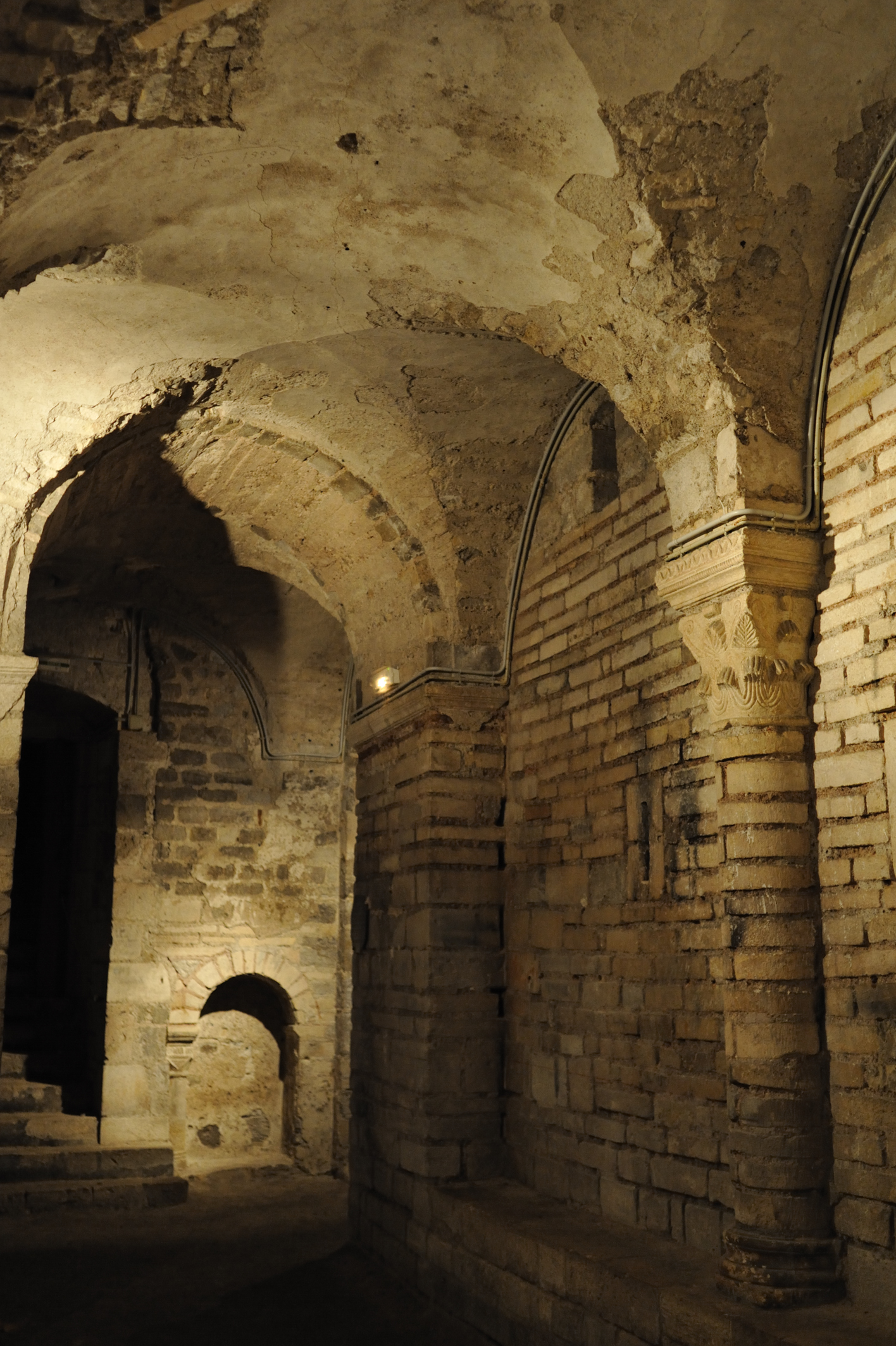
Mur Est de la confession
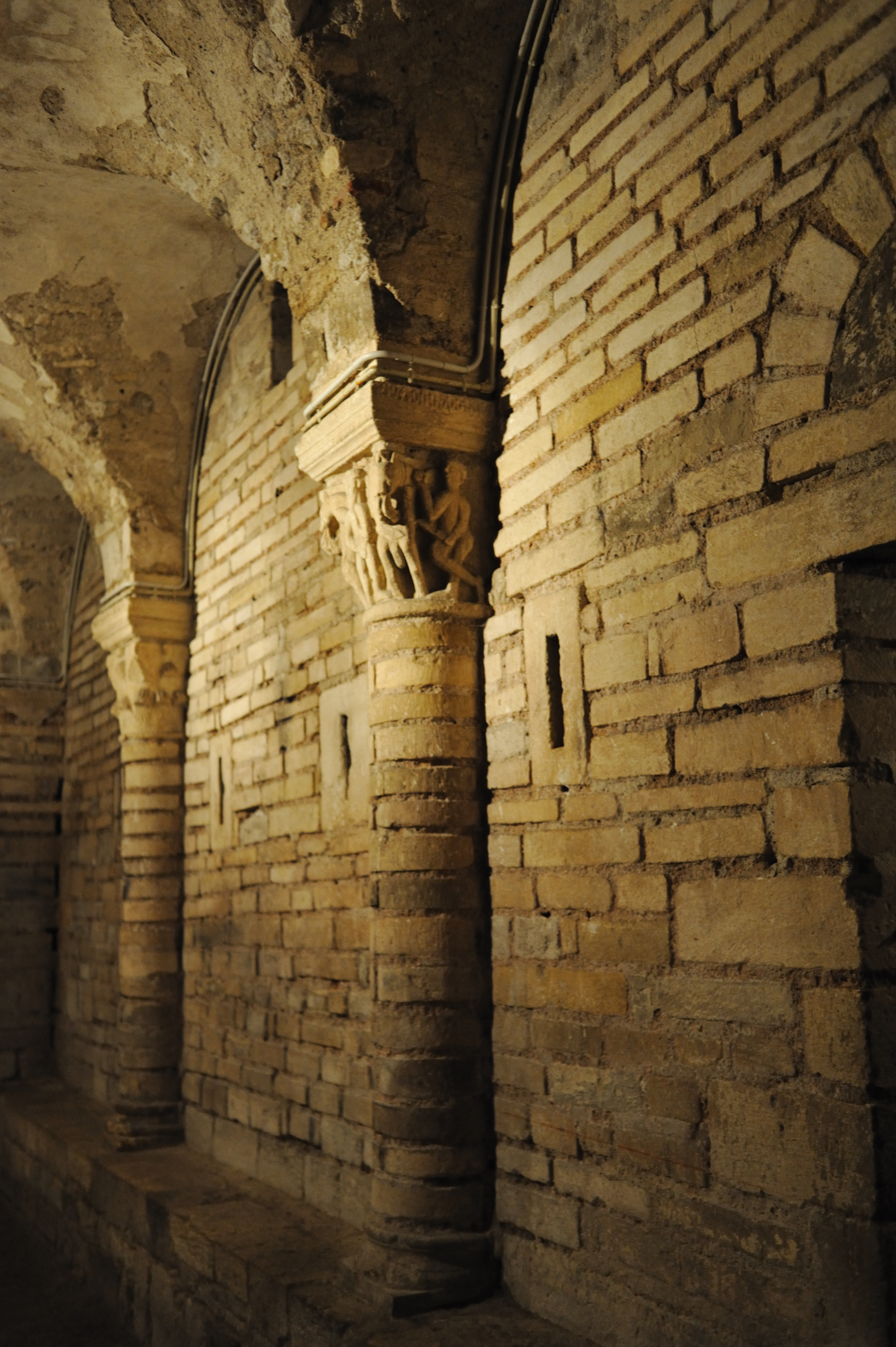
Petites fenêtres de la confession
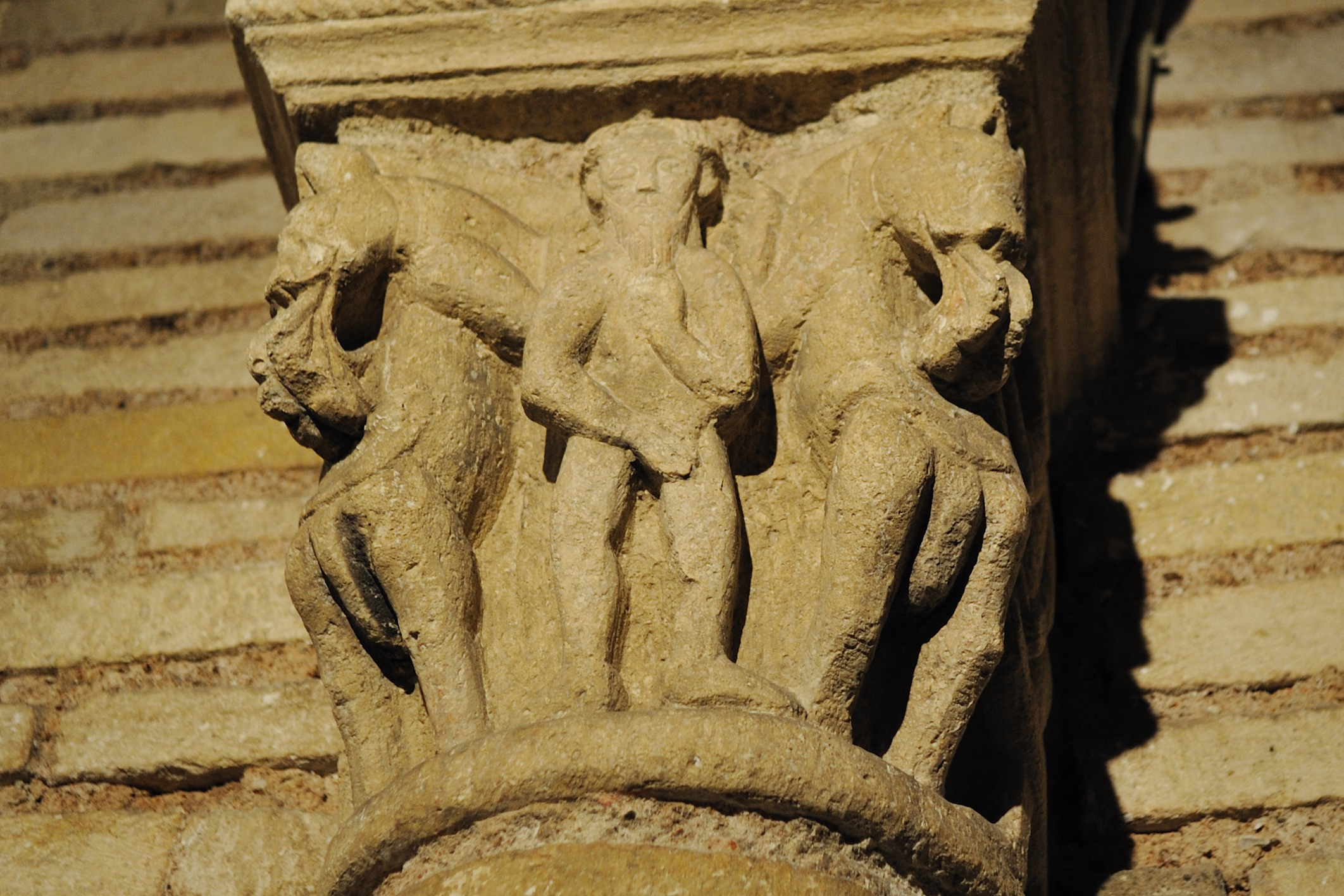
Chapiteau historié
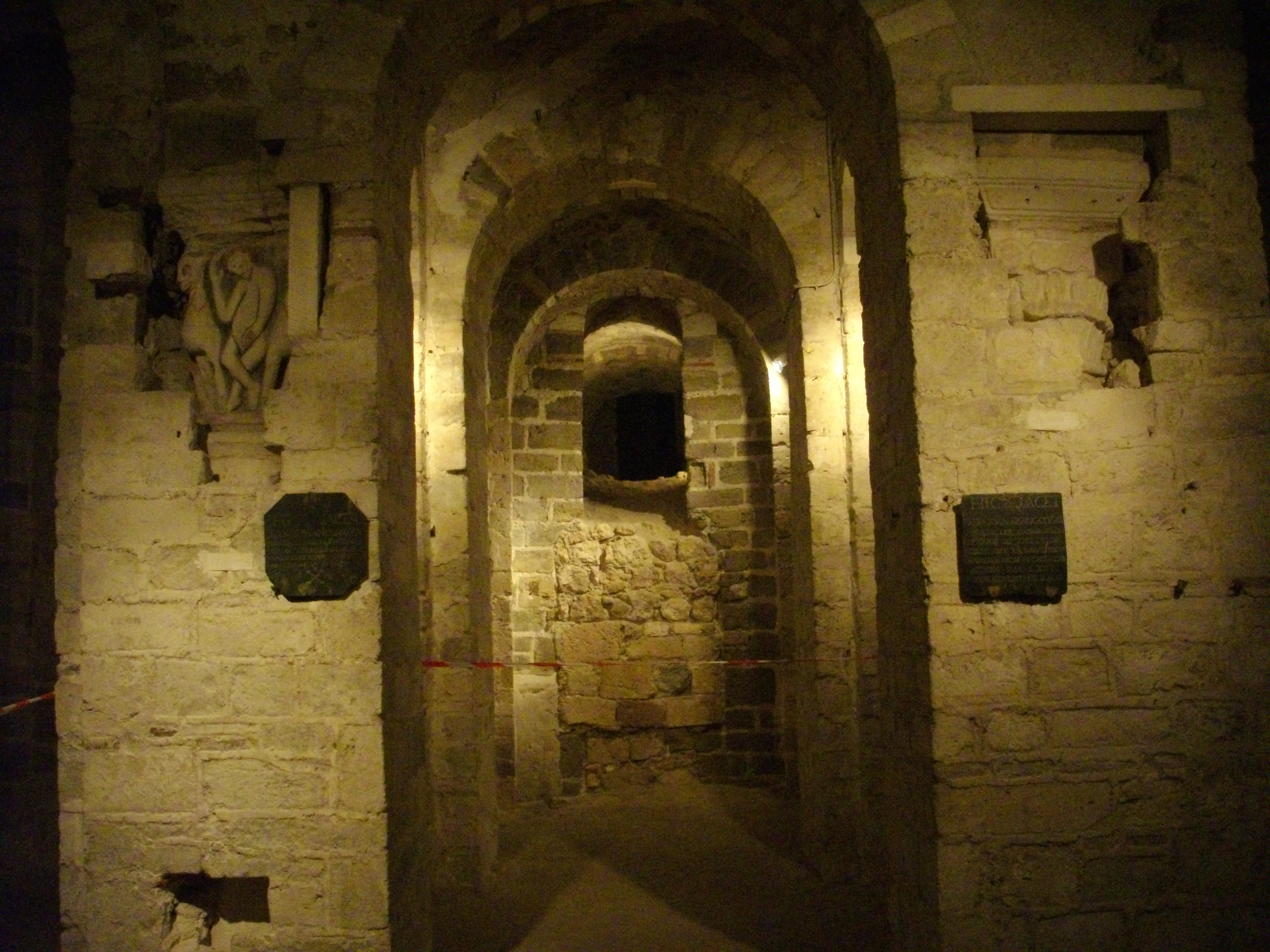
Vue dans l'axe vers l'est
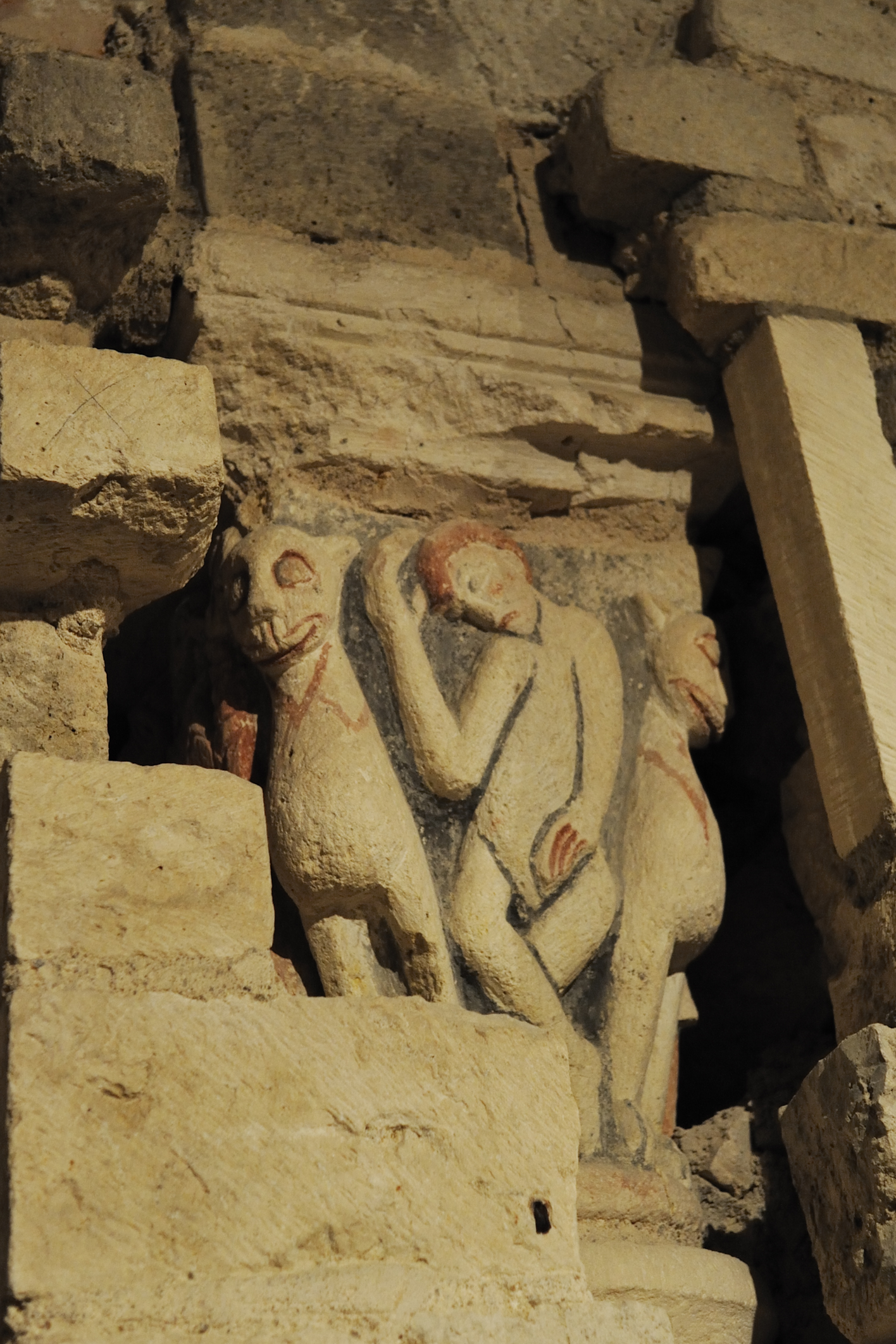
Détail polychrome

## Musique
Jusqu'à la Révolution française, le chapitre collégial entretient un chœur professionnel permanent, qu'on peut estimer approximativement à une douzaine de chanteurs hommes et six sopranos-garçons. Sa destination était avant tout de chanter, dans les offices, le plain-chant (ou chant grégorien) et des compositions musicales d'esprit voisin (elles aussi de nature monodique, comme les séquences (ou proses) rattachées à la liturgie). La fonction du chœur était également de chanter des motets polyphoniques (forme musicale savante très répandue, née au XIIIe siècle et qui n'a jamais cessé d'évoluer). L'ensemble chantait aussi d'autres types de partitions polyphoniques, un peu moins élaborées. Comme pour les motets, la plupart étaient composées par le maître du chœur, appelé « maître de musique ». La partie aiguë était assurée par six « enfants de chœur » (le mot est à prendre au sens propre : jeunes garçons chantant dans le chœur), formés sur le cloître situé à l'extérieur de l'église, dans la maison de la psallette, par ce même maître de musique. Leur éducation musicale était complète et durait en principe douze ans. Un orgue avec qui l'on dialoguait (dès 1446 ou avant), et quelques instruments graves de soutien de la voix « soulageaient » ces chanteurs (à partir de la fin du XVIe siècle, un serpent, un basson, auxquels vinrent s'adjoindre, à partir du XVIIe siècle, pour les deux grandes fêtes annuelles de la collégiale, une ou deux basses de viole, remplacées ensuite par le violoncelle). Comme ailleurs, l'orgue ne soutenait pas le chœur, ce rôle étant dévolu aux instruments monodiques cités. Ce type d'interprètes, tous issus de l'école musicale du chapitre ou des autres maîtrises créées partout dans le royaume, ont été à l'origine de la musique savante française et européenne.

### Compositeurs
Les maîtres composaient (de même que certains choristes ou les grands enfants de chœur). Comme partout ailleurs, cela était partie intégrante de leurs activités. On a malheureusement conservé très peu de partitions de ces compositeurs qui passèrent par la collégiale. C'est tout de même le cas pour Eloy d'Amerval, également poète, maître de Saint-Aignan au commencement du troisième tiers du XVe siècle. Il subsiste de lui une Messe polyphonique à cinq voix. Il est d'autre part l'auteur d'un long poème en français, Le livre de la diablerie, écrit et imprimé vers la fin de sa vie (commencé vers 1497, il sera publié en 1508).
On a aussi conservé de la musique des cinq compositeurs qui suivent :
- Jean-Baptiste Morin, né à Orléans en 1677 et mort à Paris en 1745, qui fut formé dans cette église.
- Auguste Vignot, jeune maître de musique formé à la cathédrale Notre-Dame de Paris, qui exerça quelque temps à Saint-Aignan, jusqu'en août 1743.
- Charles Hérissé (Orléans, 1737-1817), formé à la collégiale, fut maître de musique de la cathédrale de Meaux, puis de celle d'Orléans, jusqu'à la fermeture des églises en 1793. Il fut rappelé à la cathédrale en 1802, après le Concordat de 1801. On a de lui un grand motet de type versaillais (un Dies iræ, 1788), une romance pour une voix et pianoforte (forme nouvelle, en faveur dès cette fin du XVIIIe siècle), et deux traités de composition musicale (1797 et début du XIXe siècle). Douze recueils manuscrits de ses compositions ont été vendus en 1873. Ils ne sont pas réapparus depuis. Ses maîtres à Saint-Aignan avaient été Louis Le Maître, jusqu'en 1755, puis Antoine Faguer (ou Faguet), auparavant maître de musique de l'abbaye Notre-Dame de Garaison, dans les Hautes-Pyrénées.
- Entre la fin de 1783 et septembre 1784, pendant dix mois, Philippe Lejay, compositeur orléanais (né le 19 février 1765) dirigea le chœur de la collégiale tout en formant lui aussi les enfants de la maîtrise. À partir de septembre 1787 puis au XIXe siècle, il exerça à la cathédrale Saint-Gatien de Tours, qu'il désigna ensuite comme légataire de ses partitions (1851).
- De 1785 à 1788, Jacques-Marin Dauvilliers, né en 1755, formé à la maîtrise de Notre-Dame de Chartres, assura la charge de maître  de musique à Saint-Aignan.
En 1587, Abraham Fourdy, qui fut maître de Saint-Aignan de 1588 à 1633, avait remporté un prix au « Puy de musique » d'Évreux, concours de composition créé par l'organiste du roi Guillaume Costeley. Le motet primé, Dum Aurora, à cinq voix, est malheureusement perdu. Son successeur, Liphard Benoît, est enterré dans l'église (1644).

### Le compositeur Nicolas Formé, chanoine de Saint-Aignan
De 1616 à 1624, Nicolas Formé, maître de musique et compositeur de la Chapelle royale, à Paris, bénéficia des revenus d'une prébende canoniale à la collégiale Saint-Aignan d'Orléans. Il est connu pour avoir été un personnage haut en couleur, de caractère difficile, fort jaloux, libertin et avide d'honneurs. Du fait des obligations de sa charge parisienne, il ne pouvait sans doute pas être présent fréquemment. Cela incommoda-t-il le chapitre, comme celui de la cathédrale l'avait été lorsque son prédécesseur à la Cour, Eustache du Caurroy, pourvu lui aussi d'une chanoinie, s'était montré très peu présent ? Quoi qu'il en soit, Formé fut confirmé à Saint-Aignan, en 1618.
Une grande partie de sa musique est perdue. Ce qui subsiste comprend des pièces à double chœur, procédé de composition qui eut un grand succès à l'époque, en Europe. Il prétendait en être l'introducteur en France : il est en fait le premier à l'avoir introduit dans la messe polyphonique. Cette manière de répartir les voix avait déjà été utilisée par son prédécesseur Eustache Du Caurroy, mais seulement pour les motets. Selon cette technique de composition, deux ou plusieurs chœurs se répondent d'une tribune à l’autre et peuvent aussi se mêler : ce sont donc des chœurs répartis dans l’espace (l'exemple le plus célèbre est ce que l'on pratiquait à la basilique Saint-Marc de Venise, qui paraît être à l'origine de cette pratique).

### Les orgues
Le premier orgue fut peut-être construit dans les années 1440, à l'époque de la reconstruction commencée sous Charles VII, vers la fin de la guerre de Cent Ans. Ce qui est sûr, c'est qu'on en trouve la trace à la date du 9 décembre 1446. Le 14 septembre 1461 (jour de la fête de la Sainte-Croix), le roi Louis XI fit son entrée solennelle à Orléans, par la Porte Bannier (à l'entrée nord de la rue Bannier) pour rejoindre la Place du Martroi : « Les enfants de chœur de Saint-Aignan avaient apporté un buffet d'orgue, ils en touchèrent et chantèrent à l'entrée du roy ». Le 31 octobre 1482, ordre est donné de construire de nouvelles orgues. 
On sait aussi qu'en 1661 (bien après la fin des Guerres de religion du XVIe siècle), le chapitre acquit un orgue portatif. Une vingtaine d'années après, le chapitre canonial put le remplacer par un instrument plus important : de 1677 à 1683, le facteur Pierre Bridard construisit un orgue de tribune (on installa celle-ci à l'entrée de ce qui fait fonction de nef, côté sud). Ruiné pendant la Révolution française, l'instrument disparaîtra en 1852. L'orgue actuel a été construit en 1872 par Charles Baurain, élève du célèbre facteur Aristide Cavaillé-Coll.
Le plus connu des organistes de Saint-Aignan est Christophe Moyreau (1700-1774), en poste de 1719 à 1737. Il publia six livres de Pièces de clavecin (1753). Trois d'entre elles peuvent se jouer sur l'orgue.

### Les deux Proses de Saint-Aignan
La plus ancienne des deux proses (incipit : Magni laudes Aniani) reprend la musique de la séquence médiévale Lauda Sion salvatorem. Le texte est de Michel-Gabriel Perdoulx de la Perrière (1728). La seconde (Hac die præclara) reprend la musique de la Prose pour l'Invention de la sainte Croix (Ad aras nos vocat, in : « Graduale aurelianense... », 1773), composée par Jean-François Foucard, choriste et maître de la cathédrale d'Orléans à la fin du règne de Louis XV.

### Maîtres de musique de la collégiale (XVe–XVIIIesiècles)
- Jean Tauri, installé chanoine de résidence sur la stalle 31 en 1430 et mort en 1457[22]. La libération de la ville par Jeanne d'Arc avait eu lieu le 8 mai 1429.
- Foquet, en place au 14 septembre 1461, à l'arrivée du roi Louis XI dans la ville. Ce jour de la Sainte-Croix, « les enfans de cueur [chœur] de Saint-Aignan avaient apporté un buffet d’orgue, ils en touchèrent et chantèrent [en alternance et en chant alterné] à l'entrée du roy ». Le 20 février 1466, Louis XI fait sa première Entrée dans l’église de Saint-Aignan d’Orléans, où il est reçu en qualité d’abbé et de chanoine[23]. Le maître était peut-être déjà Eloy d'Amerval, qui suit :
- Eloy d'Amerval, attesté en 1468 et 1471, au moins : de 1464 à 1465 il avait chanté en tant que chantre (choriste et soliste professionnel), tenant la partie de ténor, à la chapelle du château de Blois, au service du prince et poète Charles d'Orléans (mort à Amboise le 5 janvier 1465). Il est donc très possible qu'il ait été installé maître de Saint-Aignan peu après cet épisode. Vers 1474-1475 il a peut-être travaillé pour la cour des Sforza, à Milan.
- Esprit d'Orléans, en place en 1534-1536 (et peut-être avant) jusqu'à sa mort en 1551[24].
- Jean Ponchet, en place en 1553. Dès 1554 il était en poste à la cathédrale de Bourges[25].
- [Maître inconnu]. 1555. 29 avril. M[aîtr]e Pierre Sandrin [Paris, vers 1490-Rome, vers 1561], chantre ord[inai]re de la chapelle du roi [et compositeur], vient, avec lettres du roi, choisir un enfant de chœur pour lad.[ite] chapelle et l’emmène. ».
- Abraham Fourdy, orléanais, maître vraisemblablement de 1588 à 1633. En 1594 il occupa provisoirement le poste de maître de Sainte-Croix, qui était vacant[26].
- Liphard Benoist, maître à la suite et mort le 14 novembre 1644. Comme Fourdy, il pouvait être originaire d'Orléans ou de sa région.
- Philippe Bouët. En place en 1646. À sa mort, le 1er mars 1661, il est toujours membre du chœur : on le qualifie alors de choriste (chorista, en latin).
- Christophe Morchoisne, maître de 1646 jusqu'à la fin de l'année 1652. Mort le 15 novembre 1700[27].
- Jean Poissolat, maître de 1652 à 1679 (chanoine semi-prébendé depuis le 31 décembre 1652 ; mort le 8 février 1679).
- Olivier Trembloit (ou Tremblais, Tremblay) (orléanais, qui avait été formé à la maîtrise) en devient maître à partir de 1679 (après la mort de Poissolat) jusqu’au 16 mai 1707 probablement. Mort le 6 septembre 1712. Il a été le maître du futur compositeur Jean-Baptiste Morin (qui entra au service du régent Philippe d'Orléans et exerça également comme maître de musique au service de sa fille Louise-Adélaïde d'Orléans, à l'abbaye royale de Chelles).
- Jacques-Philippe Maurage (wallon du Hainaut ?), en place au 27 mars 1708.
- François d'Hardivilliers, originaire du diocèse de Beauvais (le Vexin ?). En place au 20 janvier 1710.
- Edme Bailly (orléanais ?), en place au 19 février 1723, jusqu'à l'année de sa mort (survenue en août 1731).
- Pierre-Auguste-César-Ezéchiel Le Vasseur de Roches, né à Orléans le 23 janvier 1708. Était en place à Saint-Aignan au 19 juin 1733. Il finit maître de musique de l'abbaye royale Notre-Dame de Chelles et grand chapelain de la cathédrale de Meaux. Mort le 11 décembre 1762.
- Auguste Vignot, parisien. Ce jeune maître quitta définitivement Orléans en août 1743 pour aller exercer à la cathédrale de Clermont-Ferrand.
- Louis Le Maître (ou Louis Maître), formé à la cathédrale de Troyes, attesté à Saint-Aignan en 1751-1753. Peut-être en place avant et après cette période (entre 1748 et la fin de 1755 environ ?).
- Antoine Faguer (ou Faguet), auparavant maître de musique à l'abbaye Notre-Dame de Garaison dans les Pyrénées, lui succéda, probablement à partir de la fin de 1755. Louis Le Maître et Antoine Faguer eurent comme élève le futur maître de la cathédrale et compositeur Charles Hérissé.
- Julien-Élie Leroy, blésois, succède à Faguer au début d'octobre 1779 jusqu'en mars 1784.
- Sulpice-Philippe Lejay, orléanais, est maître de musique de mai 1784 au 20 mars 1785.
- Jacques-Marin Dauvilliers, formé à la cathédrale Notre-Dame de Chartres, lui succède, jusqu'en 1788.
- Léonard Cabart (ou Cabaret), formé dans la même maîtrise, lui succède jusqu'à la dispersion du chapitre par le Comité ecclésiastique révolutionnaire en novembre 1790.